# Белчертаун (переписна місцевість, Массачусетс)
Белчертаун (англ. Belchertown) — переписна місцевість (CDP) в США, в окрузі Гемпшир штату Массачусетс. Населення — 3129 осіб (2020).

## Географія
Белчертаун розташований за координатами 42°16′19″ пн. ш. 72°24′10″ зх. д. / 42.27194° пн. ш. 72.40278° зх. д. (42.272023, -72.402677).  За даними Бюро перепису населення США в 2010 році переписна місцевість мала площу 13,04 км², з яких 13,03 км² — суходіл та 0,01 км² — водойми.

## Демографія
Згідно з переписом 2010 року, у переписній місцевості мешкало 2899 осіб у 1194 домогосподарствах у складі 761 родини. Густота населення становила 222 особи/км².  Було 1243 помешкання (95/км²).
Расовий склад населення:
| - 91,0 % — білих - 2,7 % — азіатів - 1,8 % — чорних або афроамериканців - 0,1 % — вихідців з тихоокеанських островів - 0,1 % — корінних американців - 1,7 % — осіб інших рас |

До двох чи більше рас належало 2,6 %. Частка іспаномовних становила 4,5 % від усіх жителів.
За віковим діапазоном населення розподілялося таким чином: 26,3 % — особи молодші 18 років, 61,6 % — особи у віці 18—64 років, 12,1 % — особи у віці 65 років та старші. Медіана віку мешканця становила 39,3 року. На 100 осіб жіночої статі у переписній місцевості припадало 88,7 чоловіків;  на 100 жінок у віці від 18 років та старших — 81,5 чоловіків також старших 18 років.
Середній дохід на одне домашнє господарство  становив 60 450 доларів США (медіана — 41 425), а середній дохід на одну сім'ю — 69 317 доларів (медіана — 52 708). Медіана доходів становила 46 667 доларів для чоловіків та 42 625 доларів для жінок. За межею бідності перебувало 20,5 % осіб, у тому числі 11,1 % дітей у віці до 18 років та 8,0 % осіб у віці 65 років та старших.
Цивільне працевлаштоване населення становило 1461 особа. Основні галузі зайнятості: освіта, охорона здоров'я та соціальна допомога — 32,9 %, мистецтво, розваги та відпочинок — 17,1 %, виробництво — 7,4 %, фінанси, страхування та нерухомість — 6,7 %.